# 新亞歷山德里夫卡 (科諾托普區)
51°7′30″N 33°58′10″E / 51.12500°N 33.96944°E
新亞歷山德里夫卡（烏克蘭語：Нова Олександрівка）是位於烏克蘭東北部的村莊，隸屬蘇梅州科諾托普區的布林市鎮。該村處於恰沙河左岸，距離米哈伊利夫卡和1.5公里，2001年人口214。